# Rodrigo Abajas
Rodrigo Abajas Martín (Madrid, 12 de mayo de 2003) es un futbolista español que juega en la demarcación de defensa en la S.D. Huesca de la Segunda División de España.

## Biografía
Tras formarse como futbolista en las filas inferiores del CD Leganés, llegando a jugar con el segundo equipo, se marchó cedido al Rayo Majadahonda por la falta de minutos con el primer equipo. Finalmente el 19 de julio de 2024 se fue traspasado a la disciplina del Valencia CF. Debutó con el segundo equipo el 1 de septiembre de 2024 contra la UE Olot, encuentro que finalizó con victoria por 1-0. El 21 de octubre de 2024 debutó con el primer equipo en un partido de Primera División de España contra la UD Las Palmas.
El 2 de julio de 2025, se anunció su fichaje por la S.D. Huesca para las siguientes tres temporadas.

## Clubes
Actualizado al último partido disputado el 13 de abril de 2025.
| Club                      | País   | Año       | Partidos | Goles |
| ------------------------- | ------ | --------- | -------- | ----- |
| CD Leganés "B"            | España | 2021-2023 | 26       | 0     |
| Rayo Majadahonda (cedido) | España | 2023-2024 | 26       | 2     |
| Valencia Mestalla         | España | 2024-2025 | 23       | 0     |
| Valencia CF               | España | 2024-2025 | 1        | 0     |
| SD Huesca                 | España | 2025-     |          |       |